# Phobaeticus chani
Espèce
Phobaeticus chani, le Phasme de Chan (ou la Super-canne de Chan, par francisation de l'anglais Chan's megastick), est une espèce de phasmes, de la famille des Phasmatidae. L’écologie et la biologie de cette espèce demeurent inconnues.
Il fut découvert dans le cœur de Bornéo, dans la région du Sabah, puis décrit en 2008. Son épithète spécifique commémore le naturaliste amateur malaisien Chan Chew Lun, qui est aussi à l'origine de son nom vernaculaire, « super-canne de Chan » (en raison de son mimétisme avec les pousses de bambou). Il figure dans le top 10 des nouvelles espèces (The Top 10 New Species) de 2008.

## Description
Son seul corps peut atteindre les 35,6 cm. Ce phasme est muni d'une paire d'antennes beaucoup plus petites que ses 6 longues pattes. Son abdomen est plus large que le reste de son corps. Son apparence de "brindille" est un mimétisme.

## Habitat
Seuls 3 spécimens ont été découverts à ce jour dans les forêts tropicales de l’île de Bornéo. Vivant dans la canopée, son observation est extrêmement difficile. Nous ne savons donc pas grand chose sur cet insecte. 

## Reproduction
Ses œufs présentent une caractéristique très particulière : ils sont munis d'extensions telles des ailettes, leur permettant probablement d'être facilement transportés par le vent dès la ponte et ainsi d'accroître la distribution de l'animal.

## Record

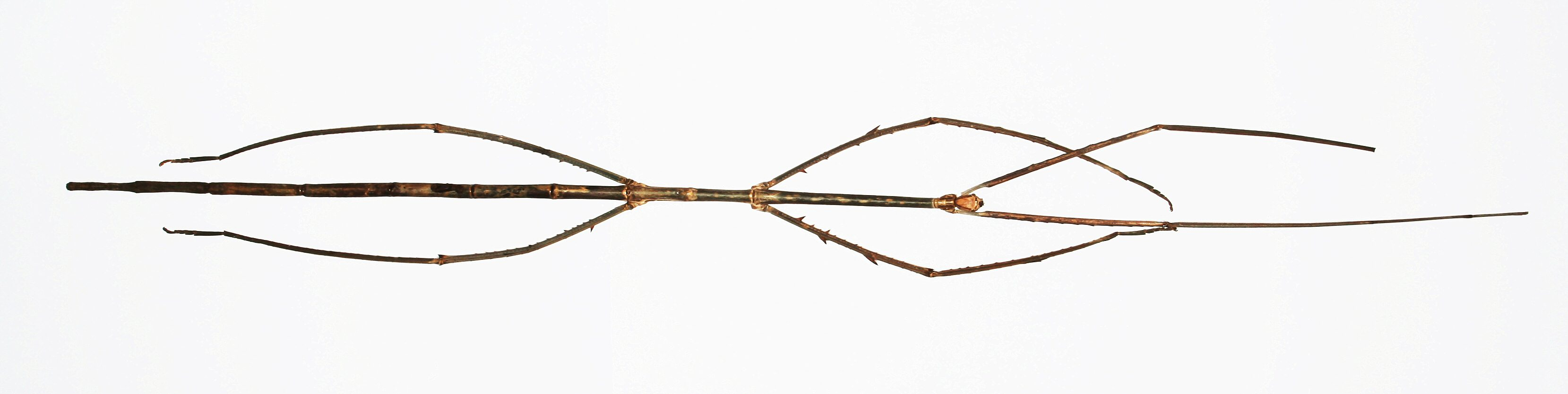
Photographie de la femelle holotype.

Il est le plus long insecte au monde, dépassant de peu Phobaeticus serratipes et Phobaeticus kirbyi, espèces du même genre avec lesquelles il partage également sa répartition. L'exemplaire détenu par le Musée d'histoire naturelle de Londres mesure 56,7 cm de long, avec les pattes avant totalement dépliées.